# Rosenkranzkathedrale (Kaohsiung)

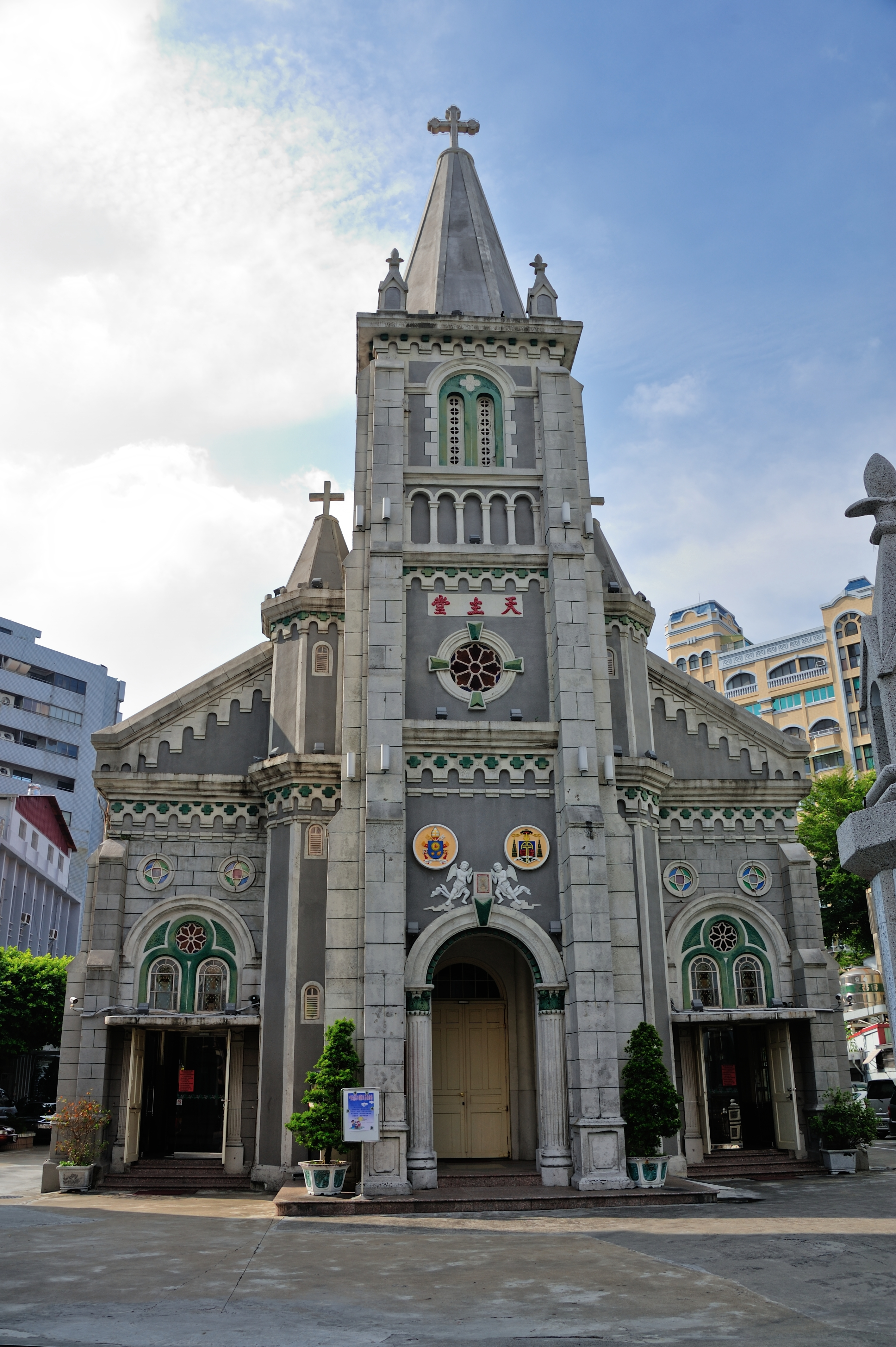
Fassade der Kathedrale

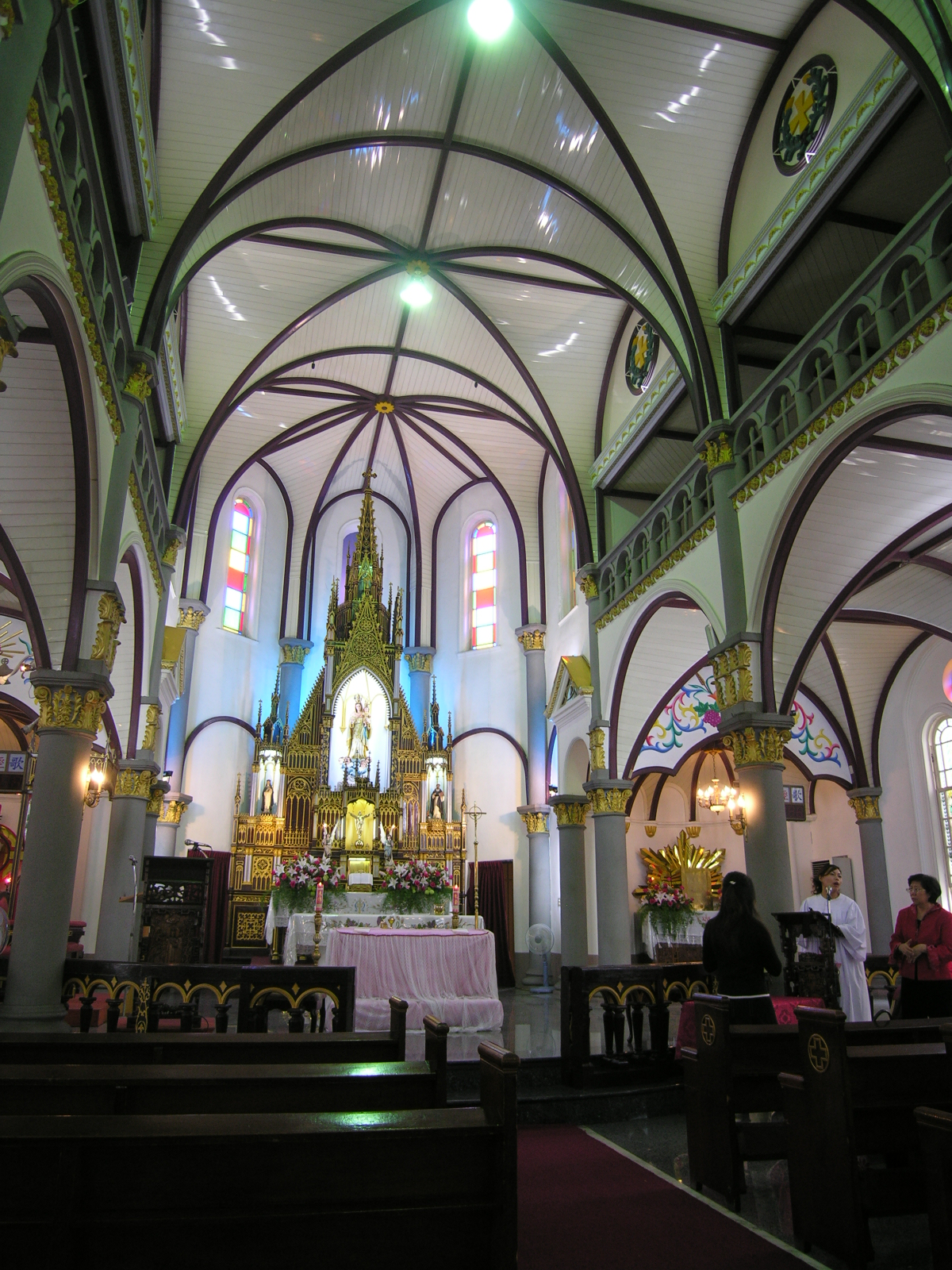
Innenraum der Kathedrale

Die Kathedrale Unserer Lieben Frau vom Heiligen Rosenkranz (chinesisch 前金天主堂, Pinyin qiánjīn tiānzhǔ táng, Pe̍h-ōe-jī cheng-kim thian-chu tong; offiziell chinesisch 玫瑰聖母聖殿主教座堂) ist die älteste römisch-katholische Kirche in der Republik China (Taiwan).

## Geschichte
Als erste katholische Kirche Taiwans wurde sie an der Stelle einer Mission am östlichen Ufer des Liebes-Flusses im heutigen Bezirk Lingya von Kaohsiung errichtet. Der Bau einer der drei großen katholischen Kirchen in Asien begann nach dem Vertrag von Tianjin von 1858 und wurde 1863 in der Qing-Dynastie abgeschlossen. Sie wurde nach einer spanischen Marienstatue Maria als Rosenkranzkönigin gewidmet. Durch Umbauten und Erweiterungen entstand 1928 bis 1931 in der japanischen Zeit die heutige Kirche. Sie wurde 1948 zur Kathedrale der Apostolischen Präfektur Formosa, des heutigen Bistums Kaohsiung. 1995 erhielt sie durch Papst Johannes Paul II. zusätzlich den Titel einer Basilica minor verliehen.

## Bauwerk
Die Kirche in der Bauform einer Basilika mit ihrem hohen Hauptschiff und den niedrigeren Seitenschiffen zeigt neuromanische und neugotische Elemente, so die Säulen und die Rippengewölbe. Der Kirchturm steht über dem südlichen Portal mit drei Eingängen, er wird von zwei kleineren flankiert.
Die Inneneinrichtung besitzt Ähnlichkeiten zur Kathedrale von Manila auf den Philippinen. Der Hauptaltar in der Apsis steht auf einem achteckigen Sockel. Er präsentiert die Marienstatue der Dame des heiligen Rosenkranzes und ist mit chinesischen Schnitzereien und wie die Kapitelle der sieben Säulenpaare mit Blattgold verziert. Die Rosettenfenster und die Rundbogenfenster im Chorraum sind mit Bleiglasfenstern geschmückt. Der Volksaltar besteht aus grauem griechischen Marmor. Der Tabernakel stammt aus der Kirche von Yanchao und kam 1974 in die Kathedrale. Über dem Schlussstein des Rundbogens befindet sich eine rechteckige chinesische kaiserliche Tafel.